# 1955年のバレーボール
1955年のバレーボール（1955ねんのバレーボール）では、1955年（昭和30年）のバレーボール関連の出来事をまとめる。

## できごと
- ルーマニア・ブカレストにて、第4回バレーボール欧州選手権が開催。男女ともチェコスロバキアが優勝し、男子は3大会ぶり2回目、女子は初優勝を飾った。
- 1月31日 - パキスタンバレーボール連盟が設立。
- FIVB加盟（その5） - エチオピア、オランダ領アンティル、キューバ、コロンビア、シリア、スリランカ、デンマーク、ドミニカ共和国、パキスタン、パラグアイ、ペルー、メキシコ、北朝鮮の13カ国。

## 国際大会
- 欧州選手権
  - 男子
    - 金メダル： チェコスロバキア
    - 銀メダル： ルーマニア
    - 銅メダル： ブルガリア

  - 女子
    - 金メダル： チェコスロバキア
    - 銀メダル： ソビエト連邦
    - 銅メダル： ポーランド

## 国内大会

### 日本
- 全日本総合選手権
  - 男子
    - 決勝：日本鋼管 2-0 東レ九鱗会

  - 女子
    - 決勝：日紡貝塚 2-0 倉紡四日市

- 第4回全日本都市対抗
  - 男子
    - 1位：日本鋼管
    - 2位：住金小倉
    - 3位：帝人三原、東レ九鱗会

  - 女子
    - 1位：倉紡倉敷
    - 2位：倉紡津
    - 3位：鐘紡四日市、日紡貝塚

## 誕生
- 1月5日 - 矢野広美
- 1月6日 - 葛和伸元
- 3月9日 - 横山樹理
- 3月18日 - 田中幹保
- 6月7日 - 小田雅志
- 9月2日 - 桑田美仁
- 11月13日 - キム・ホチョル
- - 水田和幸